# Parsons kameleon
Parsons kameleon (Calumma parsonii) is een grote hagedis uit de familie kameleons (Chamaeleonidae).

## Naam en indeling
De wetenschappelijke naam van de soort werd voor het eerst voorgesteld door Georges Cuvier in 1824. Oorspronkelijk werd de wetenschappelijke naam Chamaeleo parsonii gebruikt. De soort is vernoemd naar de ontdekker Jacobo Parson in 1768, maar kreeg pas in 1824 een naam.

### Ondersoorten
De soort wordt verdeeld in twee ondersoorten die onderstaand zijn weergegeven, met de auteur en het verspreidingsgebied.
| Naam                       | Auteur                 | Verspreidingsgebied                             |
| -------------------------- | ---------------------- | ----------------------------------------------- |
| Calumma parsonii cristifer | Methuen & Hewitt, 1913 | Noordoostelijke kust van Madagaskar             |
| Calumma parsonii           | Cuvier, 1825           | Het zuidelijke deel van het verspreidingsgebied |

## Uiterlijke kenmerken
Deze kameleon kan volgens bevestigde bronnen 70 centimeter lang worden; onbevestigde waarnemingen spreken zelfs over meer dan een meter, waarmee het de grootste kameleonsoort zou zijn. Dit geldt echter enkel voor mannetjes van de ondersoort (C. parsonii parsonii); de vrouwtjes en ondersoorten als C. p. cristifer worden nog geen 40 centimeter, hoewel deze laatste ondersoort alleen nog maar in Andasibe voorkomt, een klein deel van het Madagaskar Nationaal Park. Mannetjes zijn eenvoudig te herkennen aan de stekelige snuitpunt, twee knobbelige hoorns op de voorzijde van de snuit die niet lang worden en een oranjeachtige oogomgeving.
De oorkwab staat bij alle dieren enigszins omhoog, maar is niet zo groot als bij de jemenkameleon (Chamaeleo calyptratis). Opvallend is dat zowel keelkam als rugkam volledig ontbreken, en deze soort heeft geen keelzak. De kleuren variëren van groen tot bruin maar ook geel en roodbruin zijn mogelijk; de meeste exemplaren hebben een lichtere, vrij brede flankstreep.
De mannelijke Parsons kameleon kan tot wel 700 gram wegen.

## Levenswijze
De kameleon houdt van vocht en klimt 's ochtends in een hoge struik of boom om zich door het zonlicht op te warmen. Eenmaal opgeladen klimt hij weer naar lagere, vochtige delen waar het dier zich het grootste deel van de dag bezighoudt met loeren op prooidieren. Het voedsel bestaat uit insecten, maar ook wel grotere dieren als kleine zoogdieren, vogels en zelfs hagedissen waaronder de eigen jongen worden gegrepen. Maar ook bladeren, bloemen, mos en zelfs takjes worden gegeten. Bij bedreiging zuigen ze het lichaam vol met lucht om groter te lijken en nemen ter afschrikking fellere kleuren aan. De kameleon kan ook sissende geluiden maken en kan stevig bijten als het dier wordt vastgepakt.
De mannetjes zijn zeer territoriaal ingesteld en paren zonder enige vorm van voorspel met elk willig vrouwtje. Het legsel bestaat uit 16 tot 38 eieren die worden afgezet en begraven in een holletje in vochtige grond. Het vrouwtje gaat daarna weer door en laat het nest onbeschermd achter. Pas na 12 tot 24 maanden komen de eitjes uit.
Deze soort kan een leeftijd bereiken van minstens zestien jaar in gevangenschap en vermoed wordt dat het dier meer dan twintig jaar oud kan worden.

## Verspreiding en habitat

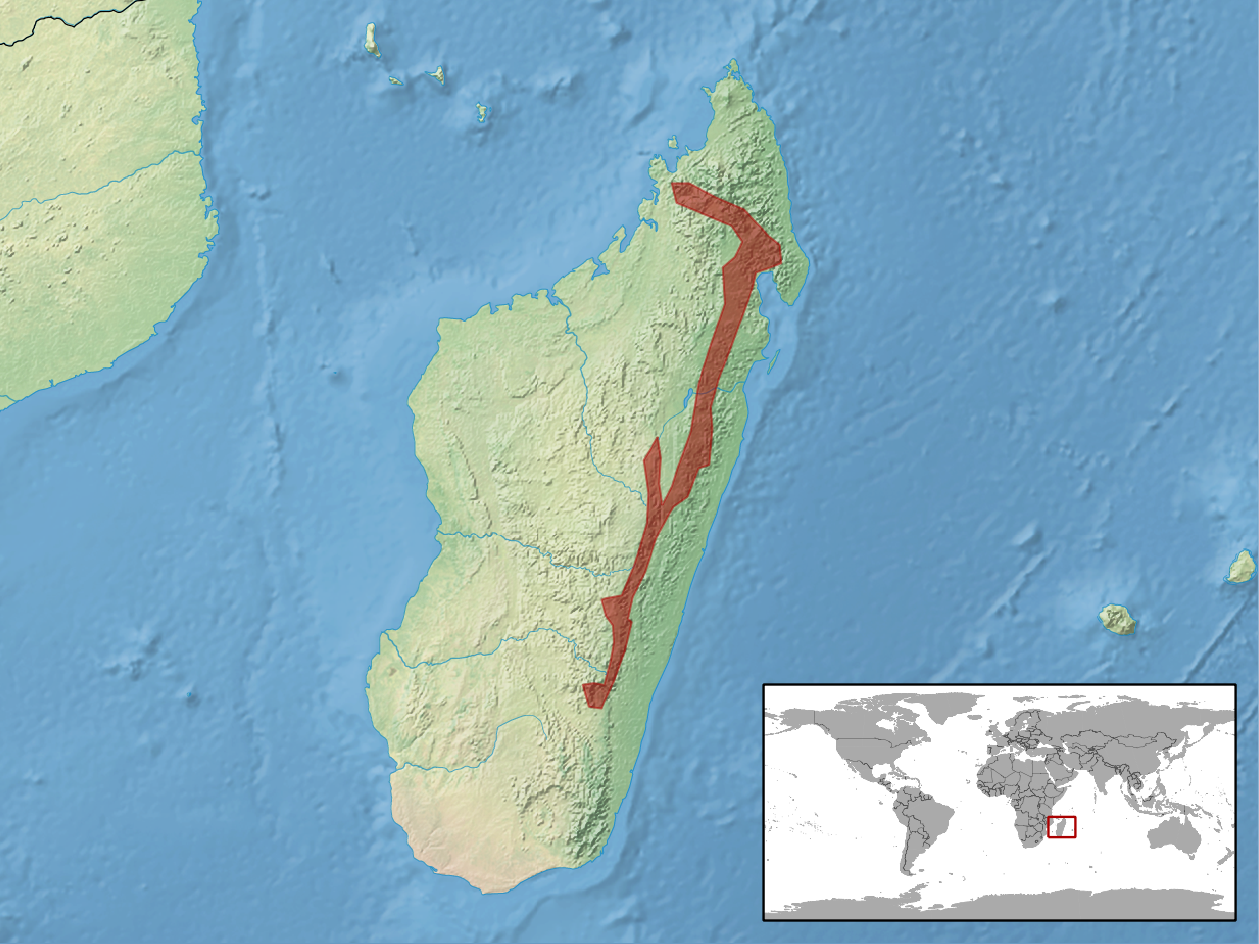
Verspreidingsgebied in het rood.

Parsons kameleon komt voor in de centrale en noordoostelijke kuststreek van Madagaskar, inclusief een klein eilandje genaamd St. Marie. De habitat bestaat uit vochtige tropische en subtropische bossen, zowel in laaglanden als bergachtige streken is de soort aangetroffen op een hoogte van ongeveer 45 tot 1195 meter boven zeeniveau.

## Bedreiging en beschermingsstatus
Exemplaren van de Parsons kameleon werden tussen 1988 en 1994 massaal geïmporteerd door de Verenigde Staten, omdat het zulke fascinerende dieren waren. Van de naar schatting tienduizenden veelal als juveniel ingevoerde exemplaren, waarvan het grootste deel gesmokkeld, bleken er uit recentelijk onderzoek minder dan 200 nog in leven te zijn. Omdat deze kameleon in de vrije natuur een levensverwachting heeft van meer dan 20 jaar, wordt deze aanslag op de natuurlijke populatie vaak als argument gebruikt om de handel in exotische dieren stop te zetten.
Door de internationale natuurbeschermingsorganisatie IUCN is de beschermingsstatus 'gevoelig' toegewezen (Near Threatened of NT).